# 13. ročník udílení Cen Sdružení filmových a televizních herců
13. ročník udílení Cen Sdružení filmových a televizních herců se konal 28. ledna 2007 ve Shrine Exposition Center v Los Angeles v Kalifornii. Ocenění se předalo nejlepším filmovým a televizním vystoupením v roce 2006. Nominace byly oznámeny 4. ledna 2007. Ceremoniál vysílaly stanice TNT a TBS. Speciální cenu získala Julie Andrews.

## Vítězové a nominovaní
Tučně jsou označeni vítězové.

### Film
| Nejlepší mužský herecký výkon v hlavní roli | Nejlepší ženský herecký výkon v hlavní roli |
| --- | --- |
| - Forest Whitaker jako Idi Amin – Poslední skotský král - Leonardo DiCaprio jako Danny Archer – Krvavý diamant - Ryan Gosling jako Dan Dunne – Half Nelson - Peter O'Toole jako Maurice – Venuše - Will Smith jako Chris Gardner – Štěstí na dosah                        | - Helen Mirrenová jako Královna Alžběta II. – Královna - Penélope Cruzová jako Raimunda – Volver - Judi Denchová jako Barbara Covett – Zápisky o skandálu - Meryl Streepová jako Miranda Pristly – Ďábel nosí Pradu - Kate Winslet jako Sarah Pierce– Jako malé děti |
| Nejlepší mužský herecký výkon ve vedlejší roli | Nejlepší ženský herecký výkon ve vedlejší roli |
| - Eddie Murphy jako James Early – Dreamgirls - Alan Arkin jako Edwin Hoover – Malá Miss Sunshine - Leonardo DiCaprio jako Billy Costigan – Skrytá identita - Jackie Earle Haley jako James McGorvey – Jako malé děti - Djimon Hounson jako Solomon Vandy – Krvavý diamant | - Jennifer Hudson jako Effie White – Dreamgirls - Adriana Barraza jako Amelia – Babel - Cate Blanchettová jako Sheba Hart – Zápisky o skandálu - Rinko Kikuchi jako Cheiko Wataya – Babel - Abigail Breslin jako Olive Hoover – Malá Miss Sunshine                   |
| Nejlepší obsazení ve filmu | |
| - Malá Miss Sunshine - Skrytá identita - Babel - Bobby - Dreamgirls | |

### Televize
| Nejlepší mužský herecký výkon v seriálu (drama) | Nejlepší ženský herecký výkon v seriálu (drama) |
| --- | --- |
| - Hugh Laurie jako Dr. Gregory House – Dr. House - James Gandolfini jako Tony Soprano – Rodina Sopránů - Michael C. Hall jako Dexter Morgan – Dexter - James Spader jako Alan Shore – Kauzy z Bostonu - Kiefer Sutherland jako Jack Bauer – 24 hodin                                                                                    | - Chandra Wilson jako Miranda Bailey – Chirurgové - Patricia Arquette jako Allison DuBois – Medium - Edie Falco jako Carmela Soprano – Rodina Sopránů - Mariska Hargitay jako detektiv Olivia Benson – Zákon a pořádek: Útvar pro zvláštní oběti - Kyra Sedgwick jako Brenda Leigh Johnson – Closer                                             |
| Nejlepší mužský herecký výkon v seriálu (komedie) | Nejlepší ženský herecký výkon v seriálu (komedie) |
| - Alec Baldwin jako Jack Donaghy – Studio 30 Rock - Steve Carell jako Michael Scott – Kancl - Tony Shalhoub jako Adrian Monk – Můj přítel Monk - Jeremy Piven jako Ari Gold – Vincentův svět - Jason Lee jako Earl J. Hickey – Jmenuju se Earl                                                                                          | - America Ferrera jako Betty Suarez – Ošklivka Betty - Felicity Huffmanová jako Lynette Scavo – Zoufalé manželky - Julia Louis-Dreyfus jako Christine Campbell – Nové trable staré Christine - Megan Mullally jako Karen Walker – Will a Grace - Jaime Pressly jako Joy Turney – Jmenuju se Earl - Mary-Louise Parker jako Nancy Botwin – Tráva |
| Nejlepší mužský herecký výkon v minisérii nebo TV filmu | Nejlepší ženský herecký výkon v minisérii nebo TV filmu |
| - Jeremy Irons jako Earl z Leicesteru – Královna Alžběta - Thomas Haden Church jako Tom Harte – Prolomená stezka - Robert Duvall jako Prentice Ritte – Prolomená stezka - William H. Macy jako detektiv Clyde Umney – Nightmares and Dreamscapes: From the Stories of Stephen King - Matthew Perry jako Ron Clark – The Ron Clark Story | - Helen Mirren jako královna Alžběta – Královna Alžběta - Annette Bening jako Jean Harris – Paní Harrisová - Shirley Jones jako teta Batty – Toulavý anděl - Cloris Leachman jako Pearl Schwartz – Paní Harrisová - Greta Scacchi jako Nola Johns – Prolomená stezka                                                                            |
| Nejlepší obsazení (drama) | |
| - Chirurgové – Justin Chambers, Eric Dane, Patrick Dempsey, Katherine Heiglová, T. R. Knight, Sandra Oh, James Pickens Jr., Ellen Pompeo, Sara Ramirez, Kate Walsh, Isaiah Washington, Chandra Wilson - Rodina Sopránů - 24 hodin - Deadwood - Kauzy z Bostonu                                                                          | |
| Nejlepší obsazení (komedie) | |
| - Kancl – Leslie David Baker, Brian Baumgartner, Steve Carell, David Denman, Jenna Fischer, Kate Flannery, Melora Hardin, Mindy Kaling, Angela Kinsey, John Krasinski, Paul Lieberstein, B. J. Novak, Oscar Nunez, Phyllis Smith, Rainn Wilson - Vicentův svět - Zoufalé manželky - Ošklivka Betty - Tráva                              | |